# Врубовая машина
Врубовая машина — машина для производства вруба в пласте полезного ископаемого (чаще угольном) при подземной разработке. Вруб облегчает отбойку остальной части пласта при помощи механических средств или взрывчатых веществ. Врубовые машины могут работать на пологих, наклонных и крутых пластах.
Первая попытка механизировать отбойку угля была сделана в Великобритании в 1761 году, когда Майкл Мензис получил патент на механическое приспособление для производства вруба в виде железной кайлы, закреплённой на раме и приводимой в движение штангами и рычагами с поверхности шахты. В 1852 году Чарльз Генри Воринг (Charles Henry Waring, 1818—1887) патентует дисковый рабочий орган для врубовой машины, снабжённый по периферии резцами и приводимый во вращательное движение двумя рабочими через систему рычагов и шестерён.
Первые советские машины выпускались на Горловском заводе:
- с 1927 г. — электрическая ДЛ (Донецкая лёгкая),
- с 1928 г. — ДТ (Донецкая тяжёлая),
- с 1932 г. — ДТК (Донецкая тяжёлая канатная) с передвижением вдоль забоя при помощи каната.

В настоящее время врубовые машины используются там, где невозможно применение угольных комбайнов.